# Kocsis Tamás (újságíró)
Kocsis Tamás (Budapest, 1935. október 30. – 2024. szeptember 25.) magyar újságíró.

## Életpályája
Dernői Kocsis László (1903–1970) újságíró és Klein Piroska fiaként született. Anyai nagyapja Klein József (1863–1928) kerületi rabbi. 1954–1962 között az Eötvös Loránd Tudományegyetem Bölcsészettudományi Karának újságírás, irodalomtörténet szakán tanult. 
1956–57-ben a Dunántúli Napló, majd Budapesten a Magyar Távirati Iroda munkatársa volt. 1957–1965 között a Magyar Nemzet újságírója. 1965–1981 között a Magyar Távirati Iroda külföldi tudósítójaként tevékenykedett (Peking, Phenjan, Ulánbátor, Belgrád, NDK, Nyugat-Berlin). 1981–1987: az MTI Daily News/Neuste Nachrichten című kétnyelvű napilapjának főszerkesztője. 1987–1990 között a Képes 7 főszerkesztője, ügyvezető igazgatója, elnöke, 1991–1995 között az Axel Springer konszern Ferenczy-Europress sajtóügynökségének helyettes-főszerkesztője volt. 
1995–2005: nyugdíjas főmunkatárs. 2005-től az Infovilág hírportál állandó szerzője.
1986–1991 között a Magyar Bélyeggyűjtők Országos Szövetségének elnöke volt. 1989–: az Európai Bélyeggyűjtő Szervezetek Szövetségének (FEPA) alapító alelnöke. 2008-tól Magyar Békeszövetség elnökségének tagja.

## Magánélete
1960-ban házasságot kötött Gróz Etelkával. Két gyermekük született: László (1964) és Katalin (1967).

## Művei
- Fiúk évkönyve (1961–1965) társszerző
- A népi Korea; Kossuth, Budapest, 1968 (Egy ország – egy könyv)
- NDK útikönyv (1981) társszerző
- Donna Sterling: Árnyékasszony (2002) fordítás
- 70 év, kérdőjelekkel Archiválva 2013. június 18-i dátummal a Wayback Machine-ben (2005)
- Sub Rosa, avagy megíratlan megírandók (2009-) internet-sorozat

## Díjai, elismerései
- Aranytoll (1981, 2010)
- Rózsa Ferenc-díj (1987)
- Arany Csipesz-díj (1990)
- Radnóti Miklós antirasszista díj[3] (2021)